# Siège de Montmédy (1870)
Guerre franco-prussienne
Batailles
- Chronologie de la guerre franco-prussienne de 1870
- Sarrebruck (08-1870)
- Wissembourg (08-1870)
- Forbach-Spicheren (08-1870)
- Wœrth (08-1870)
- Bitche (08-1870)
- Phalsbourg (08-1870)
- Borny-Colombey (08-1870)
- Strasbourg (08-1870)
- Mars-la-Tour (08-1870)
- Toul (08-1870)
- Gravelotte (08-1870)
- Metz (08-1870)
- Nouart (08-1870)
- Beaumont (08-1870)
- Noisseville (08-1870)
- Sedan (08-1870)
- Montmédy (09-1870)
- Soissons (09-1870)
- Siège de Paris et chronologie du siège (09-1870)
- Nompatelize (10-1870)
- Bellevue (10-1870)
- Châtillon (10-1870
- Châteaudun (10-1870)
- Buzenval (10-1870)
- Bourget (10-1870)
- Dijon (10-1870)
- Belfort (11-1870)
- La Fère (11-1870)
- Langres (11-1870)
- Bouvet et Meteor (navale) (11-1870)
- Coulmiers (11-1870)
- Thionville (11-1870)
- Châtillon-sur-Seine (11-1870)
- Villers-Bretonneux (11-1870)
- Beaune-la-Rolande (11-1870)
- Champigny (11-1870)
- Orléans (12-1870)
- Loigny (12-1870)
- Châteauneuf (12-1870)
- Beaugency (12-1870)
- Longeau (12-1870)
- l’Hallue (12-1870)
- Siège de Péronne (1871)
- Bapaume (01-1871)
- Villersexel (01-1871)
- Le Mans (01-1871)
- Héricourt (01-1871)
- Saint-Quentin (01-1871)
- Buzenval (01-1871)

Le siège de Montmédy est un épisode de la guerre franco-allemande de 1870. La petite place de Montmédy, dans la Meuse, est assiégée par l'armée de la coalition allemande. Défendue par le 57e régiment d'infanterie de ligne, la Garde nationale et des éléments d'autres unités, elle capitule le 14 décembre 1870.

## Disposition des lieux

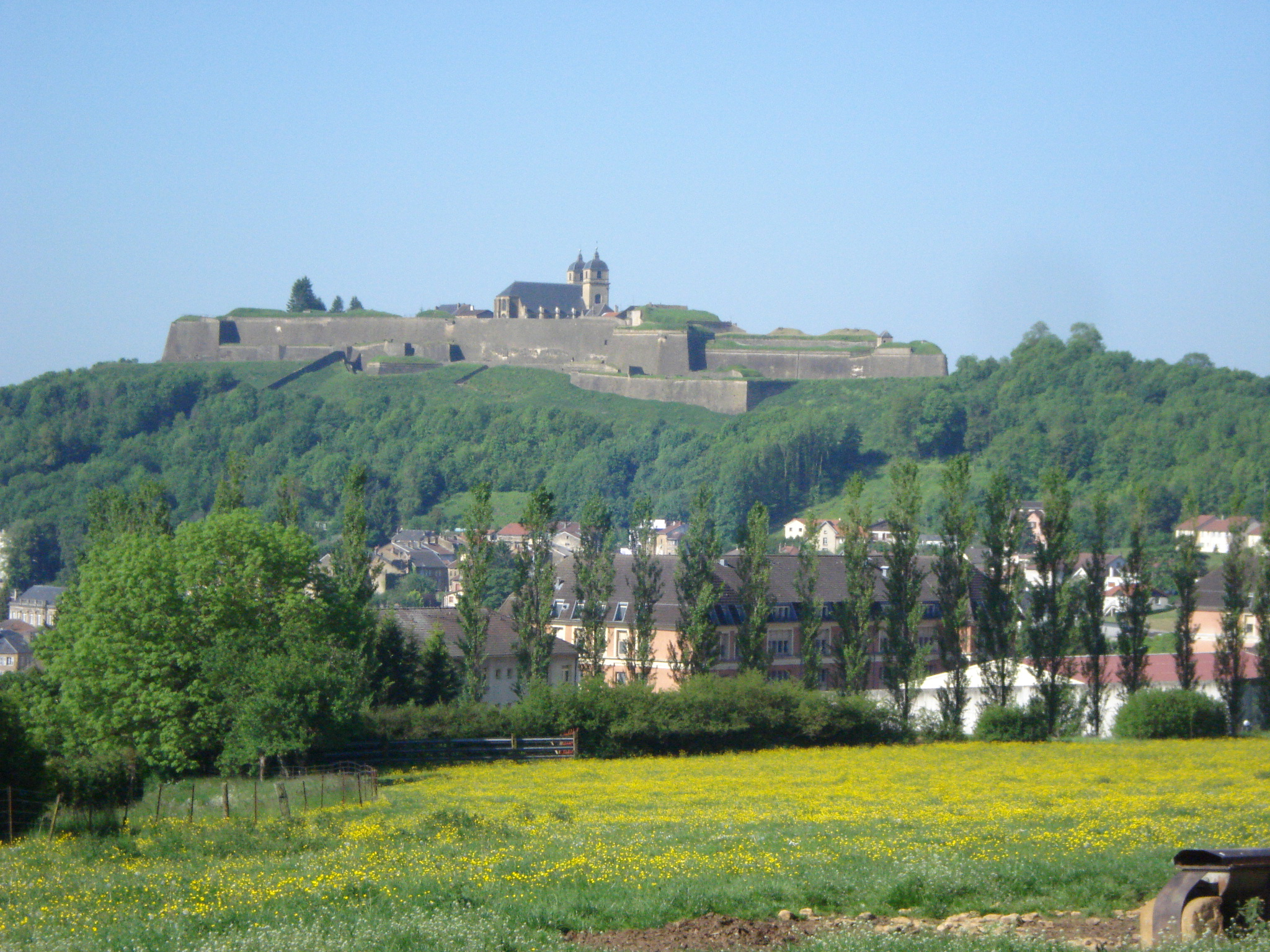
Citadelle de Montmédy - Ville haute.

En 1870, Montmédy est une petite ville de 3 000 habitants. La ville haute, c'est-à-dire la forteresse proprement dite, forme une plate-forme triangulaire entourée de bastions à 70 m au-dessus du niveau de la Chiers, affluent de la Meuse, soit 104 m au-dessus du niveau de la mer. La Chiers décrit une boucle qui constitue la première protection de la place. La ville basse est entourée d'un mur en moellons de faible valeur défensive, crénelé et haut de 6 m tandis que la ville haute domine les abords par des pentes de roche ou de maçonnerie hautes de 20 à 25 m. Une poterne barrée par des grilles, avec des positions de tir, relie la ville basse à la forteresse. Des ouvrages extérieurs couvrent le col de Tivoli et la gare de Montmédy. Les fortifications, construites par les Espagnols et remaniées par Vauban, sont de disposition médiocre et offrent peu de protection contre l'artillerie. La place manque d'abris à l'épreuve des bombes, de magasins et de positions de tir bien protégés,. Un cercle de hauteurs entoure Montmédy à une distance de 2,5 à 4 km des remparts, ce qui l'expose aux tirs de l'artillerie ennemie
Située à 6 km de la frontière belge, Montmédy fait partie d'un ensemble de petites forteresses entre la Meuse et la Moselle. Trop petite pour abriter des forces importantes, elle sert néanmoins à verrouiller les communications du chemin de fer des Ardennes et de la route impériale n°47. La voie ferrée, à l'est de la gare, traverse un tunnel de 900 m de long dit « col de Tivoli ».

## Début des hostilités

Début des hostilités
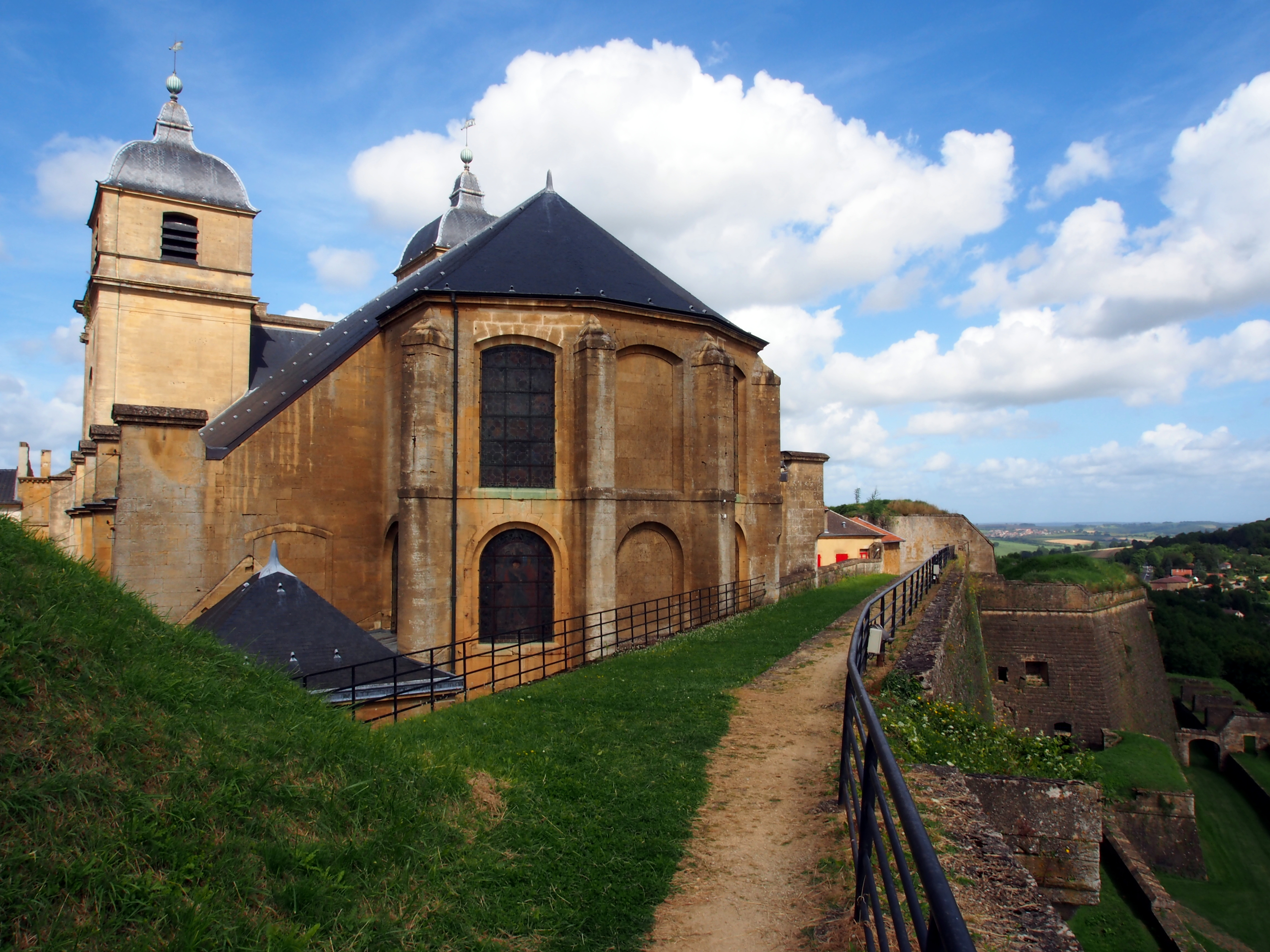
Église Saint-Martin dans la citadelle de Montmédy.
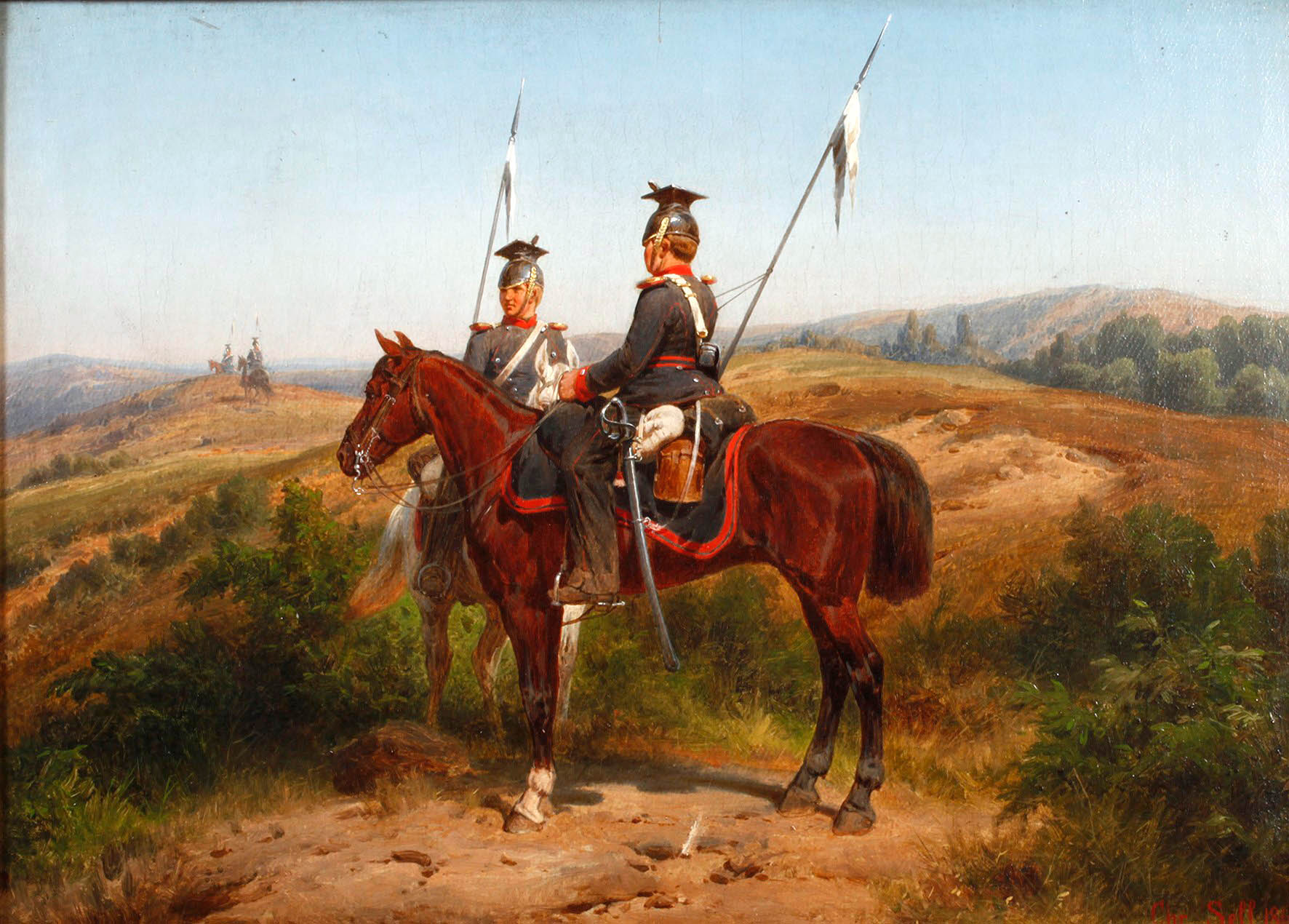
Uhlans prussiens en 1867, toile de Christian Sell, 1867.

Le 16 juillet, trois jours avant la déclaration de guerre, la rumeur se répand qu'un corps de l'armée prussienne a franchi la frontière à Sierck-les-Bains, déclenchant un début de panique. Le commandant rassemble les habitants sur la place et prend les dispositions nécessaires.
La garnison, commandée par le chef de bataillon Reboul, se compose d'une compagnie du 57e régiment d'infanterie et du 3e bataillon de garde nationale mobile du département de la Meuse. La garde mobile, levée dans les premières semaines du conflit, manque d'entraînement et la place est presque dépourvue d'officiers qualifiés de l'artillerie et du génie. L'artillerie, assez hétérogène, se compose de 65 pièces dont seulement 8 à canon rayé. Les munitions consistent en 35 000 projectiles de canon, 40 000 kg de poudre à canon, 6 300 kg de poudre à fusil, 116 937 cartouches pour fusil modèle 1866 et 539 320 cartouches pour fusil modèle 1857.

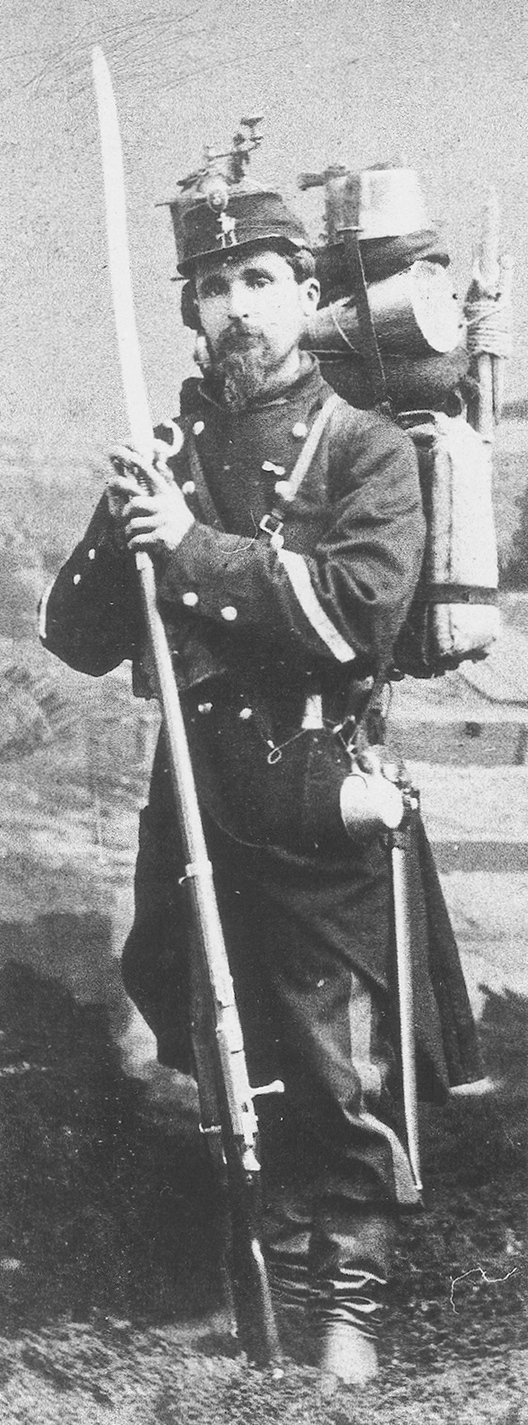
Sergent de la Garde nationale mobile, 1870-1871.

Dans les derniers jours d'août 1870, Montmédy reçoit des approvisionnements considérables destinés à l'armée du maréchal Bazaine et à l'armée de renfort qui se rassemble autour de Châlons. Le médecin-chef Félix Hippolyte Larrey, l'intendant en chef Wolf et d'autres officiers, destinés à diriger les services de ces armées, viennent aussi s'établir à Montmédy. Après la défaite de Bazaine à la bataille de Saint-Privat (18 août) et son encerclement dans Metz, les communications étant coupées, le bétail et les autres provisions s'entassent à Montmédy : faute d’entrepôts, il faut les stocker dans l'église Saint-Martin et autres locaux improvisés où ils resteront jusqu'à la capitulation de la ville. Au cours des journées suivantes, la garnison est rejointe par 700 infirmiers destinés à l'armée de Châlons et par plusieurs petits détachements de gendarmes venus des bourgs voisins : elle atteint un effectif total de 2 500 à 3 000 hommes. La gare abrite 7 ou 8 locomotives et 200 wagons.
Le 27 août, la garnison apprend que la voie ferrée de Mézières à Thionville est coupée. Elle reçoit le renfort d'une partie d'une compagnie du 6e régiment d'infanterie, venu de Mézières. Le 30 août, près de Chauvency-le-Château, une escarmouche oppose l'avant-garde du 6e régiment à un détachement de chasseurs de l'armée bavaroise : les fantassins français, menacés d'encerclement, sont sauvés par l'arrivée d'un renfort venu de Montmédy par chemin de fer. Le combat fait 7 ou 8 tués et 15 blessés du côté français, 2 tués et 4 blessés du côté bavarois. Selon Peter Spohr, le détachement allemand était une avant-garde du 12e corps d'armée de l'armée saxonne comprenant une compagnie du 13e régiment de chasseurs et un escadron du 2e régiment de cavalerie ; les Saxons détruisent les installations de la gare de Chauvency (télégraphe, réservoir d'eau, etc.) ; ils perdent un tué et un blessé et emmènent 11 prisonniers français dont un capitaine.
Le 1er septembre, la garnison de Montmédy entend la canonnade d'une violente bataille vers le nord. Elle apprendra le lendemain que l'armée du maréchal Patrice de Mac Mahon, venue de Châlons, a livré et perdu la bataille de Sedan. Le 2 septembre, un officier saxon envoyé par le prince royal Albert de Saxe vient informer le commandant de Montmédy de la défaite française et le prier fort poliment de se rendre, ce que le commandant Reboul refuse dans les formes : « Monsieur, vous savez comme moi qu'une place de guerre ne se rend pas sans se défendre ; prenez-la si vous pouvez ».
Le 3 septembre, un officier prussien du 3e régiment d'uhlans de la Garde se présente, au nom du prince de Hohenlohe, pour renouveler la demande de capitulation. Un tirailleur français, qui n'avait pas vu le drapeau blanc ni entendu l'ordre de ne pas tirer, fait feu et tue un trompette prussien. Le commandant Reboul présente ses excuses et promet de punir sévèrement le soldat coupable. Il refuse de nouveau de se rendre, même quand l'émissaire prussien lui apprend que Mac-Mahon est tué (en fait, il n'est que blessé) et que l'empereur Napoléon III et une grande partie de l'armée ont été capturés par les Prussiens.

## Le siège

### Bombardement du 5 septembre
Le 4 septembre, le prince Albert, commandant du 12e corps d'armée, ordonne au prince de Hohenlohe d'entreprendre le siège de Montmédy. Il met à sa disposition les unités suivantes :
- 2e brigade d'infanterie de la Garde (général Alexander von Medem)
- 6 escadrons des 3e et 1er régiment d'uhlans de la Garde
- Un corps d'artillerie comprenant 2 batteries d'artillerie à pied et 3 d'artillerie à cheval
- L'artillerie de la 1re division de la Garde
- 1re compagnie de pionniers de la Garde
- Un détachement de pontonniers[19],[20].

Le 5 septembre au matin, des patrouilles de cavalerie prussienne viennent observer les défenses françaises : vers 9h, elles sont écartées par quelques tirs d'obus. L'artillerie prussienne commence aussitôt le bombardement de la ville, pratique exceptionnelle à cette époque et à laquelle les Français sont mal préparés. Les gardes mobiles qui tentent de gagner leurs positions sont gênés par l'afflux de femmes et enfants affolés qui viennent se réfugier dans les casemates. Les Français n'ont qu'un seul canon disponible en mesure de tirer sur les batteries prussiennes. L'église, l’hôtel de ville et la sous-préfecture sont touchés. Des incendies éclatent que les Français ne sont pas en mesure de maîtriser. Vers midi, l'artillerie prussienne cesse son bombardement et un émissaire, le maire de Thonnelle, vient porter un message du prince de Hohenlohe avec une nouvelle demande de reddition qui est rejetée comme les précédentes,.

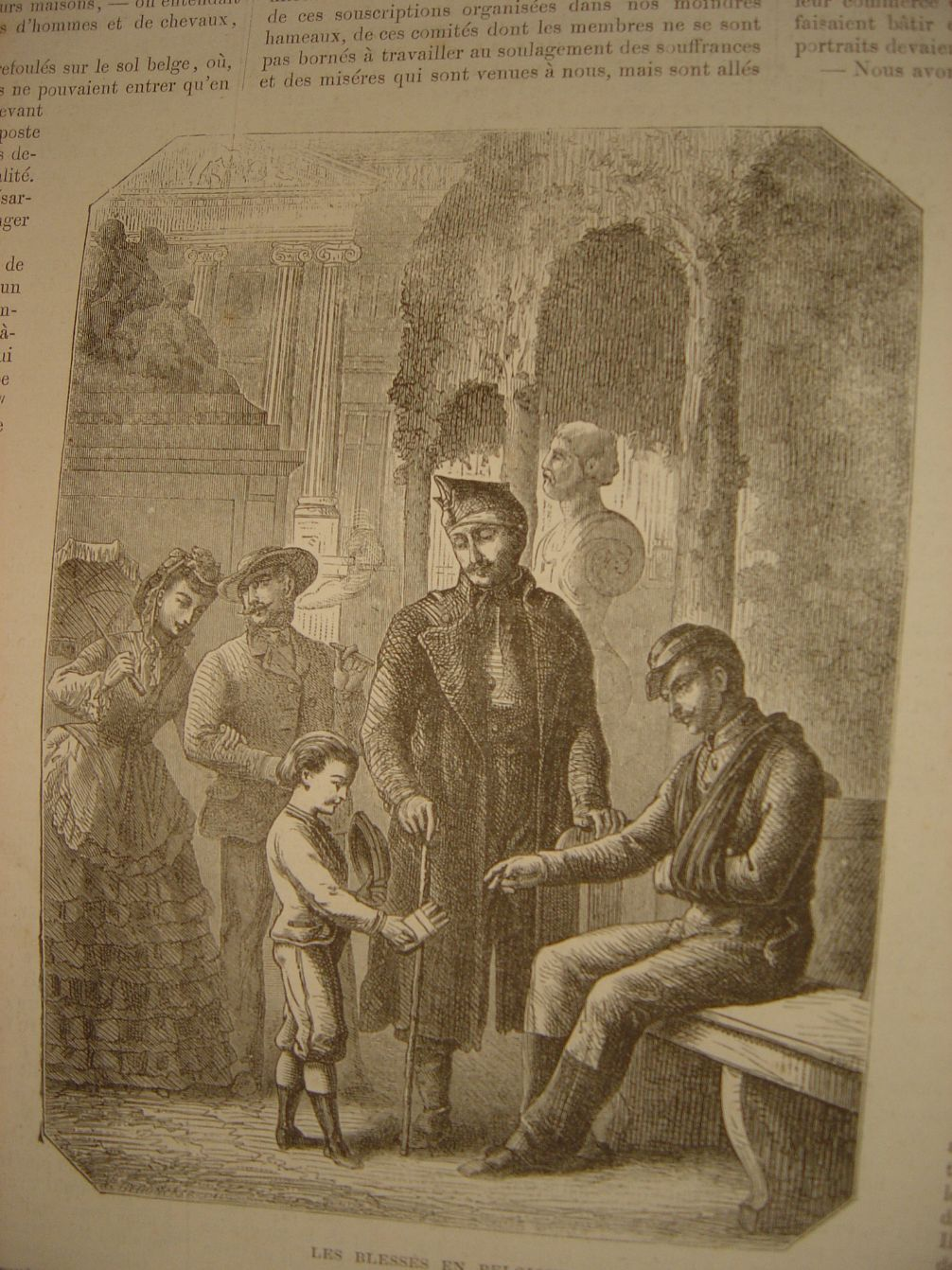
Blessés français évacués en Belgique, gravure de L'Illustration européenne, 1870.

Le bombardement reprend dans l'après-midi avec davantage de précision. Les deux tiers des maisons et tous les bâtiments publics sont endommagés et l'incendie d'un entrepôt de fourrage fait craindre l'explosion d'une poudrière proche. Tandis que les canons français, déplacés pendant la trêve de midi, ouvrent le feu sur les positions prussiennes, les soldats parviennent à grand peine à circonscrire l'incendie qui durera encore une semaine. Le bombardement s'arrête vers 18h. Au total, les Français ont perdu 3 tués (dont un civil) et 19 blessés, dont 4 mourront de leurs blessures. La plupart des maisons civiles sont endommagées mais le bombardement, mené avec des pièces de campagne, n'a pratiquement pas eu d'effet sur les remparts. Dans la journée du 6 septembre, les Prussiens se retirent sans vouloir reprendre le bombardement. Une grande partie de la population civile quitte la ville pour se réfugier en Belgique ; les maisons abandonnées sont récupérées par les soldats.

### Sorties en septembre et octobre

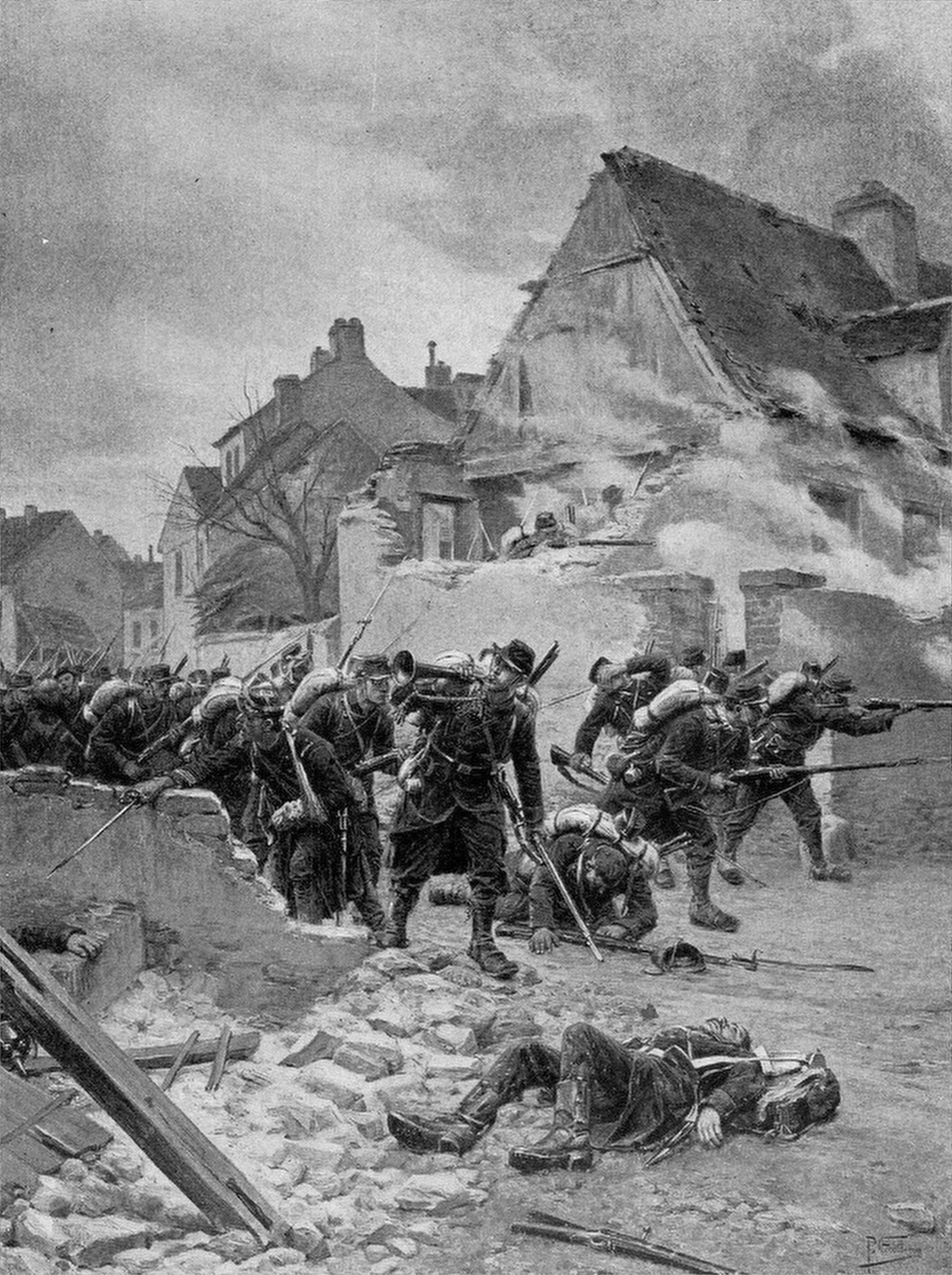
Combat dans un village; toile de Paul-Louis-Narcisse Grolleron (1848-1901).

À partir du 6 septembre, les petites garnisons allemandes de la Meuse passent sous l'autorité du général von Bothmer qui dirige le siège de Verdun. Le 65e régiment d'infanterie allemand est partagé entre Damvillers, Stenay et Étain.
Le chirurgien-chef Larrey, l'intendant général Wolf et d'autres officiers quittent Montmédy pour rejoindre Paris. Environ 2 000 soldats capturés lors des combats de Beaumont (30 août) et Sedan (1er septembre) parviennent à s'échapper et à rejoindre Montmédy mais la plupart, démoralisés et manquant d'équipement, ne restent pas et préfèrent quitter la place pour rallier l'armée de la Loire que le Gouvernement de la Défense nationale est en train de constituer plus au sud. Seuls 600 nouveaux venus restent sur place et, malgré un certain relâchement de la discipline, constituent un appoint précieux pour la garnison. Un lieutenant d'artillerie évadé travaille à améliorer les positions de tir de la place mais, à la suite d'une série de querelles, quitte la ville au bout d'un mois pour rejoindre l'armée du Nord. Le 11 septembre, les locomotives et wagons sont rassemblés dans le tunnel ferroviaire dont on fait sauter les deux extrémités pour éviter que l'ennemi ne s'en empare.
Des colonnes de prisonniers de guerre français se dirigeant vers l'est passent non loin de Montmédy, par des routes boisées et propices aux embuscades. Dans la nuit du 12 au 13 septembre, une compagnie de 200 fantassins est envoyée pour tenter de les délivrer. Après une marche sous la pluie, les Français arrivent en position près de Stenay mais un tirailleur algérien, faisant feu avant l'ordre, donne l'alerte au convoi et fait échouer l'attaque. Le 17 septembre, un détachement de 200 hommes, envoyé à la recherche d'éclaireurs ennemis près de Chauvency, ne les trouve pas mais décide d'attaquer la garnison allemande de Stenay. Rencontrant par hasard sur sa route un convoi d'une centaine d'Allemands avec deux fourgons, il change ses projets et s'en prend au convoi : il capture 40 soldats et un officier, le reste s'enfuyant vers Damvillers. Cette troupe appartenait au 53e régiment de landwehr.
Le 4 octobre, à la suite de l'attaque d'un train de troupes par les habitants de Thonne-le-Thil, le commandement allemand ordonne, à titre punitif, une réquisition dans les villages environnants. En réaction, le 5 octobre, les Français entreprennent une nouvelle sortie avec un détachement de 400 hommes pour intercepter le convoi de réquisition escorté par deux cents ou trois cents Saxons du 65e régiment. Ces derniers, plus rapides que prévu, ont dépassé le point d'embuscade lorsque les Français les aperçoivent : une compagnie de 150 hommes du 57e régiment et des zouaves se lancent à leur poursuite et se dispersent sans pouvoir les rattraper. Les Français se replient alors sur le gros de leur détachement et repartent vers Chauvency en échangeant des coups de feu avec des renforts allemands venus de Stenay. Le seul résultat de ces sorties est d'avoir maintenu les Allemands sur le qui-vive et entravé leurs opérations de réquisition.
Le 7 octobre, le commandant Reboul conclut avec les Allemands un échange de prisonniers : les 27 soldats allemands détenus à Montmédy sont échangés contre un nombre égal de zouaves capturés au siège de Paris, en transit à Stenay pendant leur déplacement vers l'Allemagne. Les Français apprennent quelques jours plus tard que la ville de Stenay n'est plus tenue que par une garnison peu nombreuse et que l'occasion est favorable pour s'en emparer. Dans la nuit du 11 au 12 octobre, un détachement de 300 hommes est envoyé vers Stenay. Les soldats allemands, pris au dépourvu, sont capturés ou prennent la fuite : les Français repartent vers 6h30 avec 200 prisonniers, plus 14 chevaux et 7 fourgons pris à l'ennemi, en pressant le pas pour éviter la rencontre avec une troupe allemande venant de Mouzon et qui devait arriver à Stenay vers 8h. Les Français sont de retour à Montmédy avec leurs prisonniers vers 10h. Ils ont aussi ramassé un butin important en fusils Chassepot, couvertures chaudes et autres équipements.

### Tentative avortée vers Sedan
Le commandement allemand, furieux de son échec de Stenay, impose une grosse contribution aux habitants et transfère son service d'étape à Damvillers, plus éloignée de Montmédy. Les sorties de la garnison de Montmédy relèvent le moral des troupes : la frontière belge n'est pratiquement plus surveillée par les Allemands sur 40 à 60 km, ce qui permet de recevoir du courrier et des nouvelles de France par la Belgique. 650 soldats des services infirmiers et administratifs, peu utiles sur place, sont renvoyés vers Lille en traversant clandestinement la frontière.
Cependant, Achille Testelin, commissaire de la Défense nationale nommé à la direction des forces du Nord, reçoit des rapports défavorables sur la conduite du commandant Reboul et ordonne de le démettre de son poste. Il désigne pour le remplacer un capitaine du 57e régiment avec l'ordre de monter une attaque contre Sedan. Le nouveau commandant de la place de Montmédy réunit un millier d'hommes qui doivent attaquer Sedan par l'est tandis que la garnison de Mézières fera une sortie et attaquera par l'ouest : en outre, le commandant compte sur un soulèvement des habitants de Sedan, très mécontents de l'occupation allemande. Cependant, le secret de l'opération est mal gardé et les Allemands ont le temps de rassembler à Sedan des renforts de Mouzon, Beaumont et Boulzicourt, ce qui porte leurs forces à 6 000 hommes. Le 21 octobre, le projet d'attaque est annulé et le commissaire Testelin rétablit Reboul dans ses fonctions.

### Les francs-tireurs

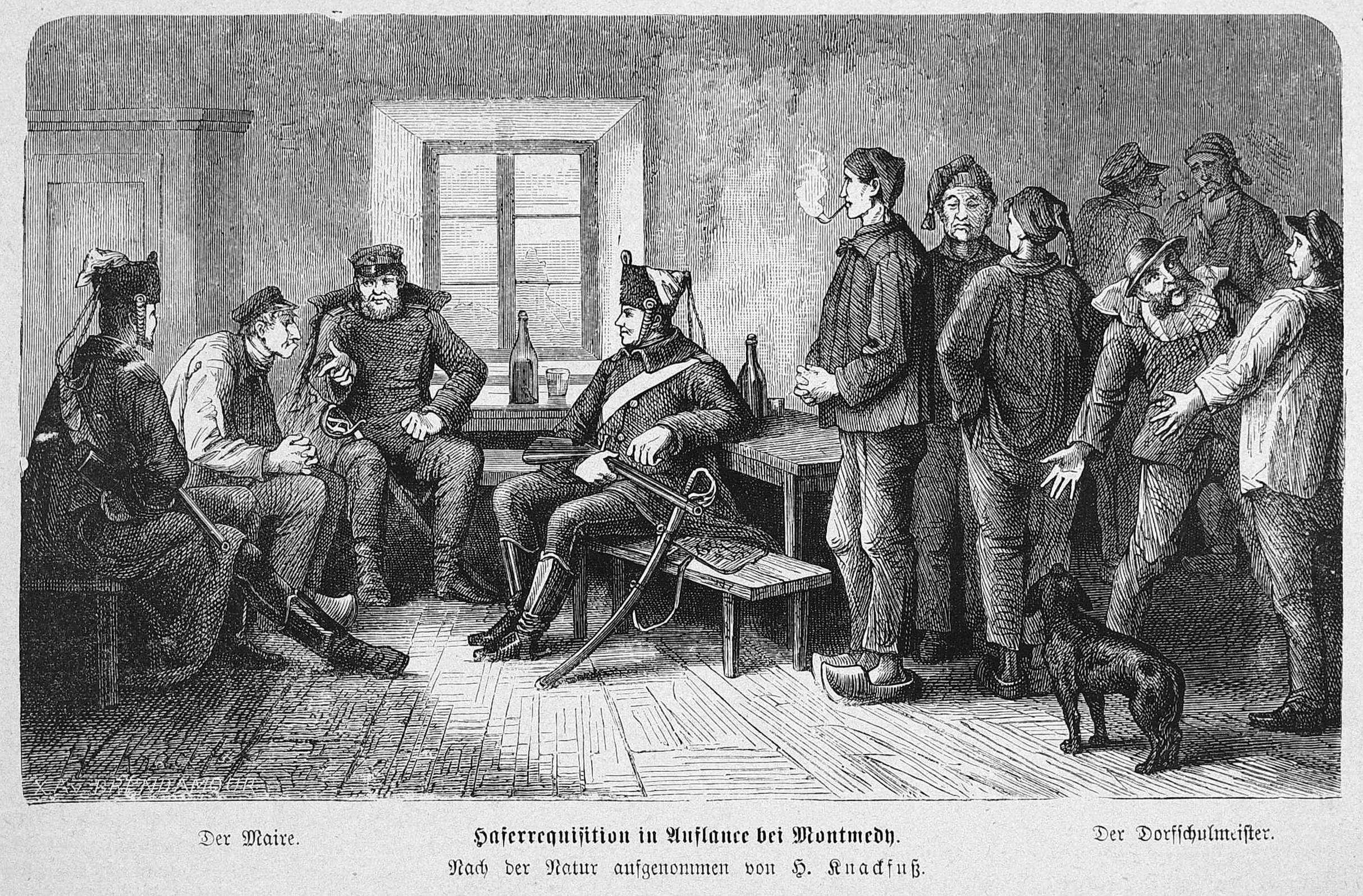
Réquisitions chez les paysans près de Montmédy, Die Gartenlaube, 1871.

Le gouvernement de la Défense nationale, dirigé par Léon Gambetta, appelle à la création de corps francs (ou compagnies franches) de francs-tireurs destinés à harceler l'ennemi : « Que chaque Français reçoive ou prenne un fusil, et qu’il se mette à la disposition de l’autorité : la patrie est en danger ! ». Ces volontaires apparaissent dans les Ardennes dès août 1870 et se multiplient après le désastre de l'armée impériale, renouvelant une pratique bien connue des régions frontalières depuis les invasions de 1814 et de 1815. Parmi ces unités improvisées figurent les Éclaireurs des Ardennes, Chasseurs de l’Argonne, Montagnards de Revin, Corps franc des Vosges, etc.
À Montmédy, vers la fin de septembre, un lieutenant propose de former une compagnie franche de 40 ou 60 hommes, levés parmi les soldats isolés venus d'autres unités. Le commandant Reboul accepte le principe mais le conseil municipal refuse de le financer. Vers le milieu d'octobre, un autre chef improvisé se met à la tête d'une compagnie de francs-tireurs levés parmi les isolés : A. de Lort-Sérignan, officier de l'armée régulière, est très critique envers cette troupe qu'il présente comme une bande de pillards, « cantonnant dans des villages où leur nom, chose triste à dire, était plus redouté que celui de l'ennemi », rançonnant les habitants et les voyageurs, évitant tout affrontement avec l'ennemi, hormis une attaque contre des employés allemands de la ligne de télégraphe entre Bar-le-Duc, Sainte-Menehould et Reims. Le chef de bande quitte la région par la suite et finira officier de la Commune de Paris au printemps 1871.

### «L'avalanche descendait de Metz»
Un nouveau commandant en chef, le chef de bataillon Tessier, est nommé le 18 octobre et arrive à Montmédy pour prendre ses fonctions le 28 octobre, Reboul restant commandant de place. Le nouveau gouverneur, officier du génie, développe les fortifications encore très insuffisantes et réorganise la troupe, les soldats isolés étant regroupés en un seul « bataillon de Montmédy » comprenant 6 compagnies d'infanterie et une de cavalerie. À partir du début de novembre, le nouveau commandant ordonne des reconnaissances quotidiennes dans un rayon de 17 à 18 km.
Le 28 octobre, un détachement de Montmédy recueille et ramène en sûreté l'équipage d'un ballon envoyé par les Parisiens assiégés, transportant du courrier, des pigeons voyageurs et un secrétaire du ministre Jules Favre, destinés à l'armée du Nord. Le secrétaire repart le lendemain pour rejoindre sa destination en passant par la Belgique.
Cependant, la capitulation de Metz, signée le 28 octobre et annoncée par les journaux belges dans les jours suivants, place les Français dans une situation critique : elle permet aux Allemands de libérer 200 000 hommes et une puissante artillerie pour achever le siège des autres places dans le nord-est de la France. Verdun capitule le 9 novembre. Le 10 novembre, le commandant Tessier ordonne une petite expédition vers les villages de Jametz et Marville pour y marquer la présence militaire française et les rattacher à la zone non occupée dans l'éventualité d'un armistice. Le 13 novembre, la 14e division d'infanterie allemande, commandée par le Generalleutnant Georg von Kameke, venue de Metz, se déplace vers Thionville et les abords de Montmédy. Le 15 novembre, une reconnaissance française venue de Montmédy se heurte à l'avant-garde de la 14e division. Le commandant Tessier ordonne, le 16 novembre, une attaque locale vers Chauvency pour évaluer les forces dont dispose l'ennemi : celui-ci, considérablement renforcé en effectifs, repousse les Français qui perdent 85 hommes. Ce combat met fin aux sorties françaises.
Entre le 16 et le 17 novembre, la 27e brigade allemande (colonel Pannwitz), partie de la 14e division, prend position dans un cercle étroit autour de Montmédy et commence à y construire des retranchements. La ville cesse de recevoir des nouvelles de l'extérieur par les journaux belges. Le 19 novembre, un émissaire du colonel Pannwitz se présente aux lignes françaises pour essayer de négocier un échange de prisonniers, 300 Prussiens se trouvant alors captifs dans la forteresse,.
Le froid hivernal commençant à se faire sentir, la garnison française envoie des corvées de bois quotidiennes dans la forêt du mont Cé, en échangeant des coups de fusil avec les fantassins allemands qui tiennent l'autre rive de la Chiers.

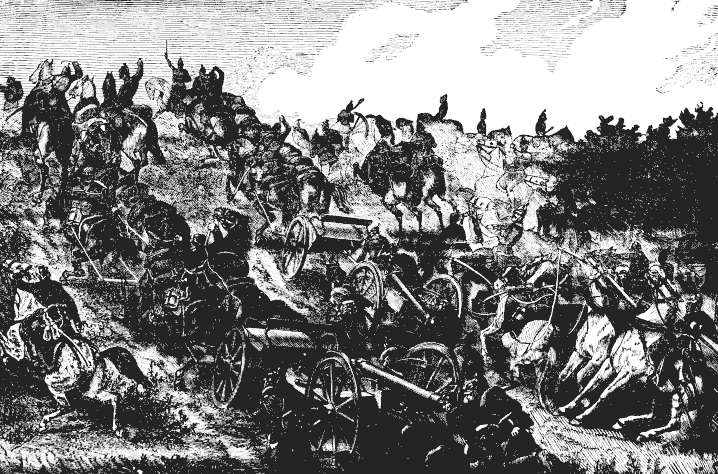
Artillerie prussienne de la guerre de 1870-1871, Edmund Ollier, Cassell's History of the War Between France and Germany, 1870-1871, 1894.

La place de Thionville, après trois jours de bombardement intensif, se rend le 24 novembre. La 14e division allemande se rassemble alors autour de Montmédy. Une artillerie importante est déplacée de Thionville à Longuyon par chemin de fer, et de là à Montmédy par la route, rendue difficile par les inondations et les coupures opérées par la garnison française. Les pionniers allemands doivent construire de nouveaux ponts pour remplacer ceux détruits par les Français. En 13 jours, avec le concours de paysans et chevaux de ferme réquisitionnés, les positions de tir sont aménagées et les canons mis en place. Une ligne de télégraphe relie les différentes batteries. Les forces assiégeantes comprennent :
- 10 bataillons d'infanterie
- 2 escadrons de cavalerie
- 5 compagnies de pionniers
- 5 batteries d'artillerie de campagne de 9 et 8 cm
- Artillerie lourde :
  - 4 mortiers rayés de 21 cm
  - 10 canons de 24 cm longs
  - 10 canons de 24 cm courts
  - 20 canons rayés de 12 cm de siège[47].

### Bombardement final et capitulation

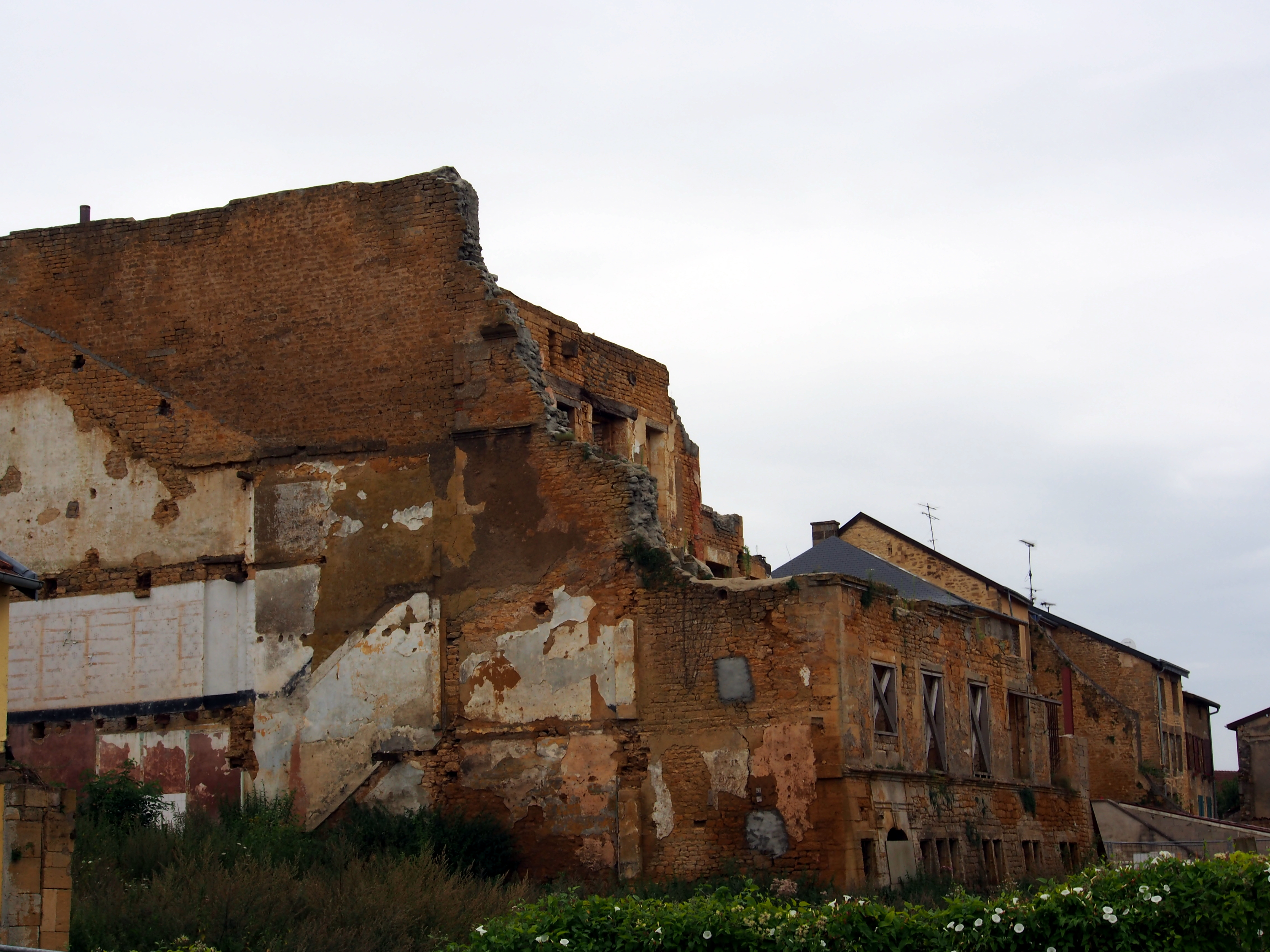
Citadelle de Montmédy en 2015.

À partir du 9 décembre, l'artillerie allemande commence à bombarder les lignes des Français, gênant considérablement leur travail de fortification. Du côté français, seules deux pièces de 24 et six de 12 rayées ont une portée suffisante pour un tir de contre-batterie : elles n'entrent en action qu'à partir du 11 décembre. Le général von Kameke envoie proposer une capitulation ou, à défaut, un échange de prisonniers, qui sont refusés.
Dans la nuit du 11 au 12 décembre, les Allemands commencent à abattre les arbres et rapprocher les canons de leur position de tir. Le 12 décembre vers 7h30, le bombardement général commence. Les pièces d'artillerie lourde allemande tirent avec une grande précision, obligeant les soldats et les blessés hospitalisés à se réfugier dans les casemates, tandis que le tir des pièces de campagne est, dans les premières heures, beaucoup plus aléatoire. L'artillerie française riposte avec un certain succès, les hauteurs servant de position de tir aux Prussiens étant parfaitement connues et cartographiées. 400 prisonniers allemands sont détenus à la prison municipale et la place manque pour les abriter dans les casemates. Les Français découvrent pour la première fois les nouvelles pièces de l'artillerie lourde allemande, notamment le mortier rayé de 21 cm, dont la portée et la puissance dépassent celles des pièces plus anciennes. Le bombardement s'interrompt pendant la nuit ; les Français en profitent pour soigner leurs blessés et réparer leurs installations endommagées. Cependant, le pillage des caves par les soldats met en circulation de grandes quantités de vin et alcools, ce qui compromet fortement la discipline.
Dans les journées des 13 et 14 décembre, le brouillard rend la visée impossible et condamne l'artillerie française à l'inaction, tandis que les tirs allemands, tombant sur toute la surface de la ville, y provoquent des pertes importantes. Plusieurs incendies éclatent sans qu'il y ait les moyens de les maîtriser. En outre, les obus allemands de 21 commencent à entamer les portes blindées de la poudrière, menaçant la forteresse d'une explosion générale. Le commandant Tessier convoque l'ensemble des officiers et les sous-officiers artilleurs qui concluent que la place ne peut que recevoir des coups sans les rendre et qu'il est inutile de laisser les artilleurs sur les remparts, d'où ils ne pourraient pas viser l'ennemi. Vers 17h00, ne voyant aucune issue, le commandant Tessier prend la décision de capituler. Il agit en contradiction avec le règlement militaire de 1863 qui interdit à un commandant de place, sous peine de mort et de dégradation, de se rendre tant que sa forteresse n'a pas repoussé au moins un assaut terrestre faisant brèche.
Pendant la nuit du 13 au 14 décembre, tandis que les désordres s'aggravent dans la ville et que les soldats, souvent ivres, sont au bord de la mutinerie, le commandant Reboul et un autre émissaire, par des chemins différents, sont envoyés aux lignes prussiennes pour demander à capituler. Ils sont amenés au commandement allemand à Iré-le-Sec : le major von Hilger, chef d'état-major de la 14e division, télégraphie aussitôt aux batteries l'ordre de cesser le feu. La capitulation, conclue le 14 décembre à 2h00, est ratifiée à 8h00 par le général von Kameke.
L'acte de capitulation spécifie que les troupes françaises auront quitté la ville à 13h00 par la porte de Metz en déposant leurs armes ; que les officiers français resteront dans la ville avant d'être eux aussi envoyés en captivité ; que les troupes de ligne et la Garde nationale mobile seront prisonnières de guerre mais que la garde nationale sédentaire sera remise en liberté contre un engagement écrit. Les médecins militaires resteront sur place pour continuer leur service. Tout le matériel, armement, provisions, chevaux, archives seront remis aux Prussiens tels qu'ils étaient au moment de la signature de la convention.

## Conséquences

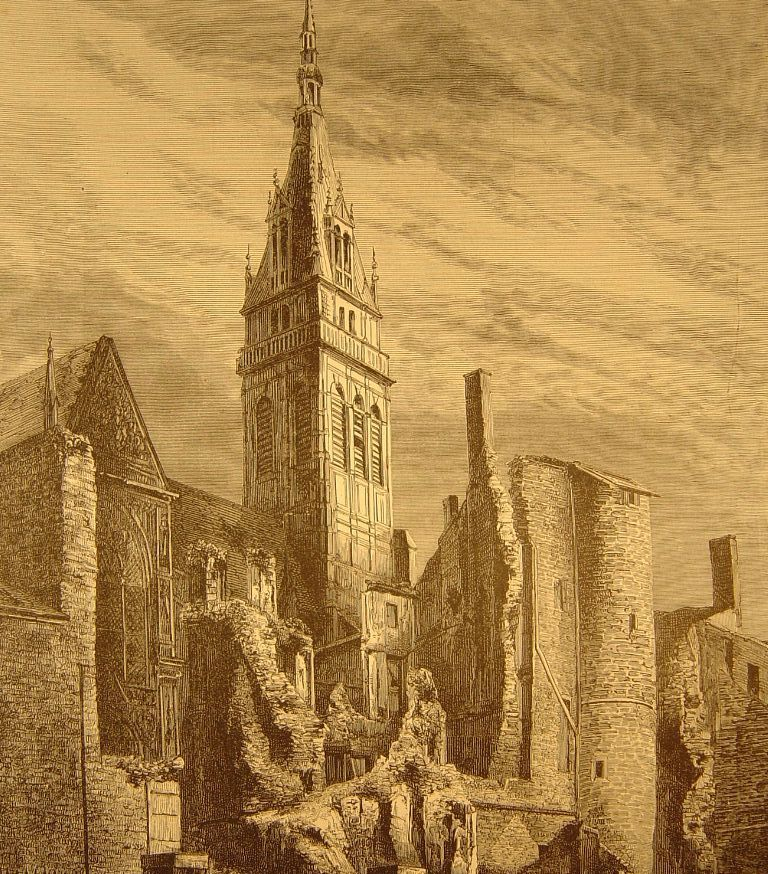
La cathédrale de Mézières après le bombardement, gravure de L'Illustration européenne, 1870.

Mézières, ville de 6 000 habitants aux fortifications plus solides que celles de Montmédy, est complètement encerclée à partir du 16 novembre. Après la capitulation de la place de Montmédy le 14 décembre, l'artillerie lourde employée contre celle-ci est transférée devant Mézières. La ville, après 30 heures de bombardement intensif, doit capituler : les Prussiens y font leur entrée le 7 janvier 1871 à midi.
La chute de Montmédy donne aux Allemands la maîtrise du chemin de fer de Sedan à Thionville, ce qui leur permet d'approvisionner le front de Picardie.
Après la guerre, le commandant Tessier doit passer devant un conseil d'enquête pour se justifier d'avoir signé la capitulation de Montmédy. Le 18 janvier 1872, le conseil conclut :
« Les dégâts causés dans la ville et aux bâtiments militaires par le feu de l'ennemi, l'impossibilité où se trouvait la place d'y répondre avec les deux pièces de 24 qui étaient en batterie et avaient une portée suffisante, la crainte de voir sauter les magasins à poudre, déterminèrent le commandant Tessier à rendre la place sans qu'aucune demande ait été faite dans ce sens par le conseil municipal, ni les habitants de Montmédy. Le conseil d'enquête est d'avis que le commandant Tessier a prolongé sa résistance autant que ses moyens le lui permettaient, mais qu'il a eu tort de ne pas détruire avant la signature de la capitulation son artillerie, les armes, les munitions de toute nature renfermées dans la place. »